# Horacio Gutiérrez
Horacio Gutiérrez (La Habana, 28 de agosto de 1948) es un pianista cubano naturalizado estadounidense, virtuoso del piano.

## Vida
Gutiérrez nació en La Habana, Cuba, el mayor de los cuatro hijos de Tomás V. Gutiérrez y Josefina Fernández Gutiérrez. Su madre fue su primera profesora de piano, y ella misma fue una excelente pianista. Su primer verdadero maestro fue César Pérez Sentenat. Gutiérrez comenzó a actuar frente de una audiencia a los cuatro años de edad, y a los 11 actúa como solista con la Sinfónica de La Habana, tocando el Concierto en re mayor de Haydn. Cuando Fidel Castro tomó el control de Cuba en 1959, la familia decidió abandonar el país todos juntos, en lugar de enviar al extranjero a Gutiérrez solo a una edad temprana.
Se trasladó con su familia a los Estados Unidos en 1961, a la edad de 13 años, y estudió en Los Ángeles con Sergei Tarnowsky, el primer maestro de Vladimir Horowitz en Kiev. En 1966 Horowitz, de 63 años de edad, que acababa de regresar a los escenarios después de doce años sin tocar en público, y cuando Gutiérrez tocó para el gran maestro este manifestó su interés en darle clases, como había hecho con Murray Perahia, pero el cubano rechazó la invitación, previsiblemente por lo inimitable del arte de Horowitz.
Más tarde estudió en la Escuela Juilliard, con Adele Marcus, una alumna del gran pianista ruso Josef Lhévinne. Más tarde trabajó con el pianista estadounidense, William Masselos, alumno de Carl Friedberg, que estudió con Clara Schumann y Johannes Brahms.
Gutiérrez sufre de bursitis y una lesión con dolor de espalda crónico.

## Carrera
Actuó por primera vez en la televisión americana en 1966, en uno de los Conciertos para los Jóvenes con Leonard Bernstein, tocando la emblemática "La gran puerta de Kiev" de los Cuadros de una exposición, de Modest Músorgski.
El 23 de agosto de 1970, Gutiérrez hizo su debut con la Orquesta Filarmónica de Los Ángeles y Zubin Mehta , quien dirigió el Concierto para piano n.º 3 de Rajmáninov. Martin Bernheimer, el crítico musical del diario Los Angeles Times, describió su primera aparición con la orquesta como "espectacular".
Ganó la medalla de plata en el Concurso Internacional Chaikovski de 1970 y pronto fue presentado en las principales salas de concierto de todo el mundo por el empresario Sol Hurok. Después de su recital de debut en Londres, Joan Chissell, crítico de música de The Times (Londres) escribió, "su virtuosismo es del tipo del que se forjan las leyendas".
Ha tocado con las principales orquestas y directores, incluyendo Lorin Maazel, Andrew Davis, Josef Krips, Mstislav Rostropóvich, David Zinman, Gerard Schwarz, Andrew Litton, Kurt Masur, James Levine, Gennadi Rozhdéstvenski, Christoph Eschenbach, Zubin Mehta, Eugene Ormandy, Valeri Guérguiev, Seiji Ozawa, André Previn, Erich Leinsdorf, Yuri Ahronovitch, Klaus Tennstedt, Vladímir Áshkenazi, Daniel Barenboim y muchos otros.
Actualmente vive y trabaja en los Estados Unidos. Conoció a su esposa, la pianista Patricia Asher, mientras ella estaba estudiando con William Masselos y Adele Marcus en la Escuela Juilliard.
Fue distinguido con la cátedra M. D. Anderson, de Distinguido Profesor de Música en la Universidad de Houston, de 1996 a 2003. Actualmente es profesor en la Escuela de Música de Manhattan.
Las actuaciones en la carrera de Gutiérrez abarcan más de cuatro décadas y es considerado por muchos conocedores del piano uno de los más grandes pianistas del siglo XX.
Gutiérrez es conocido por su interpretación del repertorio romántico. Ha sido muy apreciado por las interpretaciones de estilo clásico de la música de compositores como Haydn, Mozart, Beethoven y Brahms.
Gutiérrez es un firme defensor de los compositores americanos contemporáneos. Ha interpretado obras de William Schuman, André Previn, y George Perle. Su reciente grabación, "George Perle: Una Retrospectiva", fue nombrado uno de los diez mejores discos de 2006 por la revista New Yorker. Perle ha dedicado Nueve Bagatelas a Gutiérrez.
Fue descrito en la obra de Harold C. Schonberg, The Great Pianists: From Mozart to the Present.

## Premios y reconocimientos
- En 1970 ganó la medalla de plata en el Concurso Internacional Chaikovski.
- En 1986 ganó un Premio Emmy por su cuarta aparición de la Sociedad de Música de Cámara del Lincoln Center.[22]
- En 1982 fue galardonado con el prestigioso Premio Avery Fisher en reconocimiento de sus logros en la música.

## Televisión
- BBC "Previn Music Nights" con la London Symphony, (1975)
- PBS Series: "Previn and the Pittsburgh," (1976)[23]
- PBS Series: "Previn and the Pittsburgh,"  (1982)
- PBS Series: Live from Lincoln Center, "Mostly Mozart Festival," (1985)
- PBS Series: Live from Lincoln Center, "Chamber Music Society with Irene Worth and Horacio Gutierrez," (1986)
- The Tonight Show Starring Johnny Carson, (1985), (1986) (Tres apariciones)

## Grabaciones
Ha grabado para EMI, Telarc y Chandos.
- Prokófiev: Conciertos para piano n.º 2 & 3 con Neeme Järvi y la Orquesta del Concertgebouw. La grabación ha sido aclamada desde su publicación inicial en 1990. Se volvió a publicar como parte de Prokófiev Piano Concertos en el 2009, fue la Elección del editor de Gramófono en el mes de septiembre (2009).[25] Bryce Morrison escribió en la revista Gramophone, "...Gutiérrez da rienda suelta a algunos de los virtuosismos más emocionantes en la grabación, atacando el desarrollo del primer movimiento de la cadencia del Segundo Concierto de una manera que hará temblar los pianistas de menor de edad".
- Rajmáninov: Conciertos para piano n.º 2 & 3 con Lorin Maazel y la Sinfónica de Pittsburgh. Fue nominado a un Premio Grammy.
- Brahms: Concierto para piano n.º 1 con André Previn y la Royal Philharmonic Orchestra.
- Brahms: Concierto para piano n.º 2 con André Previn y la Royal Philharmonic Orchestra
- Chaikovski: Concierto para piano n.º 1; Rajmáninov: Rapsodia sobre un tema de Paganini con David Zinman y la Sinfónica de Baltimore.
- Chopin: Preludios; Schumann: Fantasías, en una grabación realizada en el año 2015 y publicada en el 2016 (Bridge).